# Copelatus vanninii
Copelatus vanninii är en skalbaggsart som beskrevs av Bilardo och Rocchi 1999. Copelatus vanninii ingår i släktet Copelatus och familjen dykare. Inga underarter finns listade i Catalogue of Life.